# Nemanja Maksimović
Pour les articles homonymes, voir Maksimović.
Nemanja Maksimović (en serbe en écriture cyrillique : Немања Максимовић), est un footballeur international serbe né le 26 janvier 1995 à Banja Koviljača en Yougoslavie (auj. en Serbie). Il évolue au poste de milieu de terrain au Panathinaïkós.

## Biographie

### En club
En fin de contrat avec le FK Astana, il rejoint gratuitement le Valence CF le 2 juillet 2017 dans le cadre d'un contrat de cinq ans.
Le 19 juillet 2018, il s'engage pour six saisons avec le Getafe CF, contre 5 millions d'euros.

### En équipe nationale
Avec les moins de 19 ans, il participe à deux championnat d'Europe des moins de 19 ans, en 2013 puis en 2014. Lors de l'édition 2013, la Serbie remporte le tournoi en battant l'équipe de France en finale. Lors de l'édition 2014, il officie comme capitaine. Il s'illustre alors en inscrivant deux buts, contre l'Ukraine et l'Allemagne. La Serbie s'incline en demi-finale face au Portugal, après une séance de tirs au but.
Avec les moins de 20 ans, il inscrit un doublé lors d'un match amical contre la Birmanie en mars 2015. Il participe ensuite la même année à la Coupe du monde des moins de 20 ans organisée en Nouvelle-Zélande. Lors de cette compétition, il inscrit un but lors du premier tour contre le Mexique. Il devient ensuite champion du monde des moins de 20 ans en marquant le but victorieux en finale face au Brésil, à la 118e minute. Maksimović délivre également deux passes décisives lors de ce mondial, en demi-finale face au Mali, puis lors de la finale. 
A quatre reprises, il officie comme capitaine des espoirs. Il participe avec cette équipe au championnat d'Europe espoirs en 2017. Avec deux défaites et un nul, la Serbie ne réussit pas à passer le premier  tour.
Il reçoit sa première sélection en équipe de Serbie le 23 mars 2016, en amical contre la Pologne (défaite 1-0 à Poznań). En 2018, il dispute six matchs rencontrant dans le cadre de la Ligue des nations de l'UEFA. Par la suite, le 20 mars 2019, il délivre sa première passe décisive avec l'équipe nationale A, lors d'une rencontre amicale face à l'Allemagne (1-1).
Le 11 novembre 2022, il est sélectionné par Dragan Stojković pour participer à la Coupe du monde 2022.
Il est retenu dans la liste des 26 joueurs serbes du sélectionneur Dragan Stojković pour participer à l'Euro 2024.

## Statistiques
| Saison                | Club                  | Championnat           | Championnat | Championnat | Coupe(s) nationale(s) | Coupe(s) nationale(s) | Supercoupe | Supercoupe | Compétition(s) continentale(s) | Compétition(s) continentale(s) | Compétition(s) continentale(s) | Serbie | Serbie | Total | Total |
| Saison                | Club                  | Division              | M.          | B.          | M.                    | B.                    | M.         | B.         | Comp.                          | M.                             | B.                             | M.     | B.     | M.    | B.    |
| 2013-2014             | NK Domžale            | Prva Liga             | 11          | 0           | -                     | -                     | -          | -          | C3                             | -                              | -                              | -      | -      | 11    | 0     |
| 2014-2015             | NK Domžale            | Prva Liga             | 16          | 3           | 3                     | 1                     | -          | -          | -                              | -                              | -                              | -      | -      | 19    | 4     |
| Sous-total            | Sous-total            | Sous-total            | 27          | 3           | 3                     | 1                     | -          | -          | -                              | -                              | -                              | -      | -      | 30    | 4     |
| 2015                  | FK Astana             | Premier League        | 23          | 6           | 3                     | 0                     | 1          | 0          | C1                             | 11                             | 1                              | -      | -      | 38    | 7     |
| 2016                  | FK Astana             | Premier League        | 31          | 3           | 1                     | 0                     | 1          | 0          | C1+C3                          | 3+7                            | 0+2                            | 3      | 0      | 46    | 5     |
| Sous-total            | Sous-total            | Sous-total            | 54          | 9           | 4                     | 0                     | 2          | 0          | -                              | 21                             | 3                              | 3      | 0      | 84    | 12    |
| 2017-2018             | Valence CF            | La Liga               | 15          | 0           | 6                     | 1                     | -          | -          | -                              | -                              | -                              | 2      | 0      | 23    | 1     |
| Sous-total            | Sous-total            | Sous-total            | 15          | 0           | 6                     | 1                     | -          | -          | -                              | -                              | -                              | 2      | 0      | 23    | 1     |
| 2018-2019             | Getafe CF             | La Liga               | 36          | 1           | 4                     | 0                     | -          | -          | -                              | -                              | -                              | 10     | 0      | 50    | 1     |
| 2019-2020             | Getafe CF             | La Liga               | 35          | 2           | 1                     | 0                     | -          | -          | C3                             | 7                              | 0                              | 7      | 0      | 50    | 2     |
| 2020-2021             | Getafe CF             | La Liga               | 35          | 1           | -                     | -                     | -          | -          | -                              | -                              | -                              | 7      | 0      | 42    | 1     |
| 2021-2022             | Getafe CF             | La Liga               | 35          | 1           | -                     | -                     | -          | -          | -                              | -                              | -                              | 7      | 0      | 42    | 1     |
| 2022-2023             | Getafe CF             | La Liga               | 28          | 0           | -                     | -                     | -          | -          | -                              | -                              | -                              | 8      | 0      | 36    | 0     |
| 2023-2024             | Getafe CF             | La Liga               | -           | -           | -                     | -                     | -          | -          | -                              | -                              | -                              | 4      | 0      | 4     | 0     |
| Sous-total            | Sous-total            | Sous-total            | 169         | 5           | 5                     | 0                     | -          | -          | -                              | 7                              | 0                              | 43     | 0      | 224   | 5     |
| Total sur la carrière | Total sur la carrière | Total sur la carrière | 265         | 17          | 18                    | 2                     | 2          | 0          | -                              | 28                             | 3                              | 48     | 0      | 361   | 22    |

## Palmarès
Sous les couleurs du FK Astana, Maksimović remporte le championnat kazakh à deux reprises en 2015 et 2016 ainsi que la Coupe du Kazakhstan en 2016 et la Supercoupe en 2015.
Avec les équipes de jeunes de la Serbie, il remporte l'Euro des moins de 19 ans en 2013 puis le Mondial des moins de 20 ans en 2015.